# Пиле със зеле
Пиле със зеле е ястие от традиционната българска кухня, приготвено от задушено пилешко месо с нарязано зеле (прясно или кисело), домати и подправки.
Това ястие може да се приготвя както в тенджера, така и на фурна.